# Estação Glória
A Estação Glória é uma estação de metrô do Rio de Janeiro, que fica entre as estações Cinelândia e Catete. Foi inaugurada em 1979, sendo umas das primeiras estações de metrô da cidade. Possui um fluxo de dezoito mil passageiros por hora no período de pico e saídas para as ruas da Glória e do Catete e para o largo da Glória. Abriga em seu interior alguns quiosques de comércio e um busto do radialista Haroldo de Andrade. A estação foi o terminal da Linha 2 entre Dezembro de 2009 e fevereiro de 2010, das 5h às 16h dos dias úteis. No resto dos dias a linha era prolongada até Botafogo e em finais de semana ia apenas até o Estácio.
A estação é acessível a pessoas com deficiência e possui um bicicletário.
Possui dois acessos: 
- Acesso A - Rua da Glória
- Acesso B - Outeiro da Glória

Nas proximidades da estação Glória, encontra-se a estação Russel do Plano Inclinado do Outeiro da Glória.

## Tabelas
| Oeste ou norte                      |  |         |  | Leste ou Sul                          |
| ----------------------------------- |  | ------- |  | ------------------------------------- |
| Cinelândia sentido Uruguai / Tijuca |  | Linha 1 |  | Catete sentido General Osório/Ipanema |
| Cinelândia sentido Pavuna           |  | Linha 2 |  | Catete sentido Botafogo / Coca-Cola   |
| editar no Wikidata                  |  |         |  |                                       |

| Sigla | Estação | Inauguração | Capacidade                   | Integração | Plataformas | Posição     | Notas |
| ----- | ------- | ----------- | ---------------------------- | ---------- | ----------- | ----------- | ----- |
| GLR   | Glória  | 1979        | 18 mil passageiros hora/pico |            | Laterais    | Subterrânea |       |